# Pusio
Pusio is een geslacht van weekdieren uit de klasse van de Gastropoda (slakken).

## Soorten
- Pusio elegans (Griffith & Pidgeon, 1834)
- Pusio pagodus (Reeve, 1846)